# Стурно (Авелино)
Стурно (итал. Sturno) је насеље у Италији у округу Авелино, региону Кампанија.
Према процени из 2011. у насељу је живело 1834 становника. Насеље се налази на надморској висини од 591 м.

## Становништво
Према резултатима пописа становништва 2011. у општини је живело 3.139 становника.
| 1931. | 1936. | 1951. | 1961. | 1971. | 1981. | 1991. | 2001. | 2011. |
| ----- | ----- | ----- | ----- | ----- | ----- | ----- | ----- | ----- |
| 3.302 | 3.527 | 4.092 | 4.027 | 3.887 | 3.670 | 3.413 | 3.261 | 3.139 |

## Партнерски градови
- Глен Коув